# Olivier Lugon
Pour les articles homonymes, voir Lugon.
Olivier Lugon, né le 6 juillet 1962, est un historien de la photographie suisse, spécialiste du rapport entre art et document, tel qu'il se joue en particulier dans le « style documentaire » apparu lors de l'entre-deux-guerres, ainsi que de l'histoire de la scénographie d'exposition.

## Biographie
Après avoir enseigné à l'École supérieure des beaux-arts de Genève et à l'université de Mannheim, il est professeur d'histoire de la photographie à l'université de Lausanne. En 2017, il cofonde avec Christian Joschke la revue annuelle d'histoire de la photographie Transbordeur, dont il assure depuis la direction.